# Nomeansno
Nomeansno — экспериментальный канадский панк-проект, созданный братьями Робом и Джоном Райт.

## История
Экспериментальное хардкор-трио No Means No возникло в подвальной лаборатории города Виктория. Ядро группы, братья Райт — Роб (бас, вокал, гитара) и Джон (ударные, вокал, клавишные), создали собственный мини-лейбл Can.Wrong, где и вышел первый мини-альбом Betrayal, Fear, Anger, Hatred в 1981. После двух пластинок группа пробилась в самую авангардную панк-контору Alternative Tentacles, которая начала своё сотрудничество с No Means No с мини-альбома You Kill Me. В составе группы тогда уже можно было слышать гитариста Энди Керра.
Стиль группы можно охарактеризовать как «прогрессивный хардкор» — сложная ритмика, ломаные мелодии, постоянные экскурсы в сторонние музыкальные сферы, извечно сопровождали музыку группы, привлекая к ней особый контингент, неудовлетворённый простотой большинства панк-групп. При этом группе никогда не изменяло чувство юмора, и сложность музыки для неё далеко не всегда означает серьёзность. Особенно это проявилось в побочном проекте братьев Райт ― группе The Hanson Brothers.

## Состав
- Роб Райт — бас, гитара, вокал (с 1979)
- Джон Райт — вокал, клавиши, ударные (с 1979)
- Том Холлистон — гитара, вокал (с 1993)

### Бывшие участники
- Энди Керр — гитара, вокал (1983—1992)
- Кен Кемпстер — ударные (1993—1997)

## Дискография

### Студийные альбомы
- 1982 — Mama (переиздан в 2004 году)
- 1986 — Sex Mad
- 1988 — Small Parts Isolated and Destroyed
- 1989 — Wrong (переиздан в 2005 году)
- 1991 — The Sky Is Falling and I Want My Mommy
- 1991 — 0 + 2 = 1
- 1993 — Why Do They Call Me Mr. Happy?
- 1994 — Mr. Right & Mr. Wrong / One Down & Two to Go
- 1995 — The Worldhood of the World (As Such)
- 1998 — Dance of the Headless Bourgeoisie
- 2000 — One
- 2006 — All Roads Lead to Ausfahrt

### Мини-альбомы (EP)
- 1981 — Betrayal, Fear, Anger, Hatred
- 1985 — You Kill Me
- 1988 — The Day Everything Became Nothing
- 1990 — The Power of Positive Thinking
- 1996 — Would We Be Alive?
- 1997 — In the Fishtank Volume 1
- 2001 — Generic Shame

### Синглы
- 1980 — «Look, Here Come the Wormies»
- 1987 — «Dad»
- 1991 — «Oh, Canaduh»

### Концертные альбомы
- 1988 — Live at the Paradiso Amsterdam
- 1989 — Peel Sessions
- 1990 — Live in Warsaw
- 1991 — Live + Cuddly